# Jan Broeze
Jan Broeze (Elsenerbroek, 29 november 1896 – Delden, 5 december 1983) was een Twents beeldend kunstenaar van boerenkomaf.

## Leven en werk
Jan Broeze werd in 1896 geboren op de boerderij van zijn grootouders in het Twentse Elsenerbroek. Hij groeide op in een protestants milieu en was zowel boer als (autodidactisch) kunstenaar. Hij had een marxistische levensbeschouwing.
Hij begon al op jeugdige leeftijd te tekenen. Het echtpaar Krouwel-Blaauboer uit Goor, een kunstminnend onderwijzersechtpaar was van grote betekenis voor zijn geestelijke en artistieke ontwikkeling. Hij ging op ongeveer 16-jarige leeftijd ook aquarelleren en schilderen.
Op een van zijn reizen naar zijn landhuis in Silezië strandde Jan Kruysen, een Brabants schilder van boerenfiguren, landschappen en kruiswegstaties, in 1923 toevallig in het nabijgelegen Goor. Hij werd de belangrijkste leermeester van Jan Broeze en leerde hem stromingen in de beeldende kunst, zoals het kubisme, kennen. Samen maakten ze in de jaren twintig een reis naar Silezië. Daar werden ze geconfronteerd met de slaafse onderworpenheid van de boeren en de erbarmelijke armoede van de mijnwerkers, die een diepe indruk op Jan Broeze maakten. Deze reis was tot in de jaren vijftig een inspiratiebron voor hem.
Speciaal voor het portret nam Jan Broeze in 1925-1926 les van de Almelose portretschilder Jos Beeling. Het kubisme liet hem echter niet los. In 1930 maakte hij zijn eerste, door het kubisme beïnvloede werk. Langzamerhand begon hij ook enige bekendheid te krijgen.
Hij werd lid van de in 1934 opgerichte Twentsche Kunstkring, waarin de meeste in Twente werkende kunstenaars zich verenigd hadden.
Op 12 december 1945 was Jan Broeze, in het atelier van Folkert Haanstra sr. aan de Iependijk in Goor, een van de oprichters van De Nieuwe Groep ('de modernen' in het oosten des lands). De Nieuwe Groep speelde een rol in de doorbraak van de moderne kunst in Twente.
Jan Broeze ging in 1959 samen met Karel Schönfeld Wichers (broer van de schrijver Belcampo) op reis naar Zuid-Frankrijk en Spanje. Daar maakte hij veel schetsen en studies als basis voor de olieverfschilderijen die hij later in zijn atelier in Elsenerbroek zou uitwerken.
Na 1964 ging het met zijn gezondheid bergafwaarts. Hij kreeg tuberculose en werd in Volkssanatorium Hellendoorn opgenomen. Ook daar maakte hij veel schetsen. Terug in Elsenerbroek bleef hij tot op hoge leeftijd tekenen en schilderen.
Jan Broeze overleed op 5 december 1983 op 87-jarige leeftijd in Delden.

## Enkele tentoonstellingen
- 1933 Groepstentoonstelling Rijksmuseum Twenthe, Enschede
- 1945 Groepstentoonstelling Noodwinkels, Hengelo
- 1949 Groepstentoonstelling Vondelpark, Amsterdam
- 1950 Frans Hals museum, Haarlem
- 1961 Eerste overzichtstentoonstelling Rijksmuseum Twenthe, Enschede
- 1976-1977 Jan Broeze 80 jaar Rijksmuseum Twenthe, Enschede

## Verenigingslid
- De Twentsche Kunstkring
- De Nieuwe Groep
- Federatie van Verenigingen van Beroeps Beeldende Kunstenaars (Amsterdam)